# Rogóźno-Zamek
Rogóźno-Zamek [pronunciación en polaco: /rɔˈɡuʑnɔ ˈzamɛk/] (en alemán: Roggenhausen Schloß) es un pueblo en el distrito administrativo de Gmina Rogóźno, dentro del Distrito de Grudziądz, Voivodato de Cuyavia y Pomerania, en el norte. Se encuentra aproximadamente 5 kilómetros al oeste de Rogóźno, 7 kilómetros al noreste de Grudziądz, y 57 kilómetros al norte de Toruń.
El pueblo tiene una población de 470 habitantes.